# Витязь (бронежилет)
Витязь — бронекостюм скрытого ношения, разработанный в российском «НИИ Стали». Состоит из бронежилета, поножей, нарукавников и бронеплавок. Может применяться в комплекте либо в виде отдельных защитных элементов. Бронекостюм изготовлен с учётом скрытого ношения, вес полного комплекта 19 кг.
Площадь защиты [неизвестный термин] от пуль, выпущенных из автоматов АКМ, АК-74 с 25 м и СВД с 50 м, составляет 17,5 дм². Площадь защиты от пуль, выпущенных из ТТ или ПСМ с 5 метров, увеличивается до 64,8 дм².